# Kazimierz Kopecki

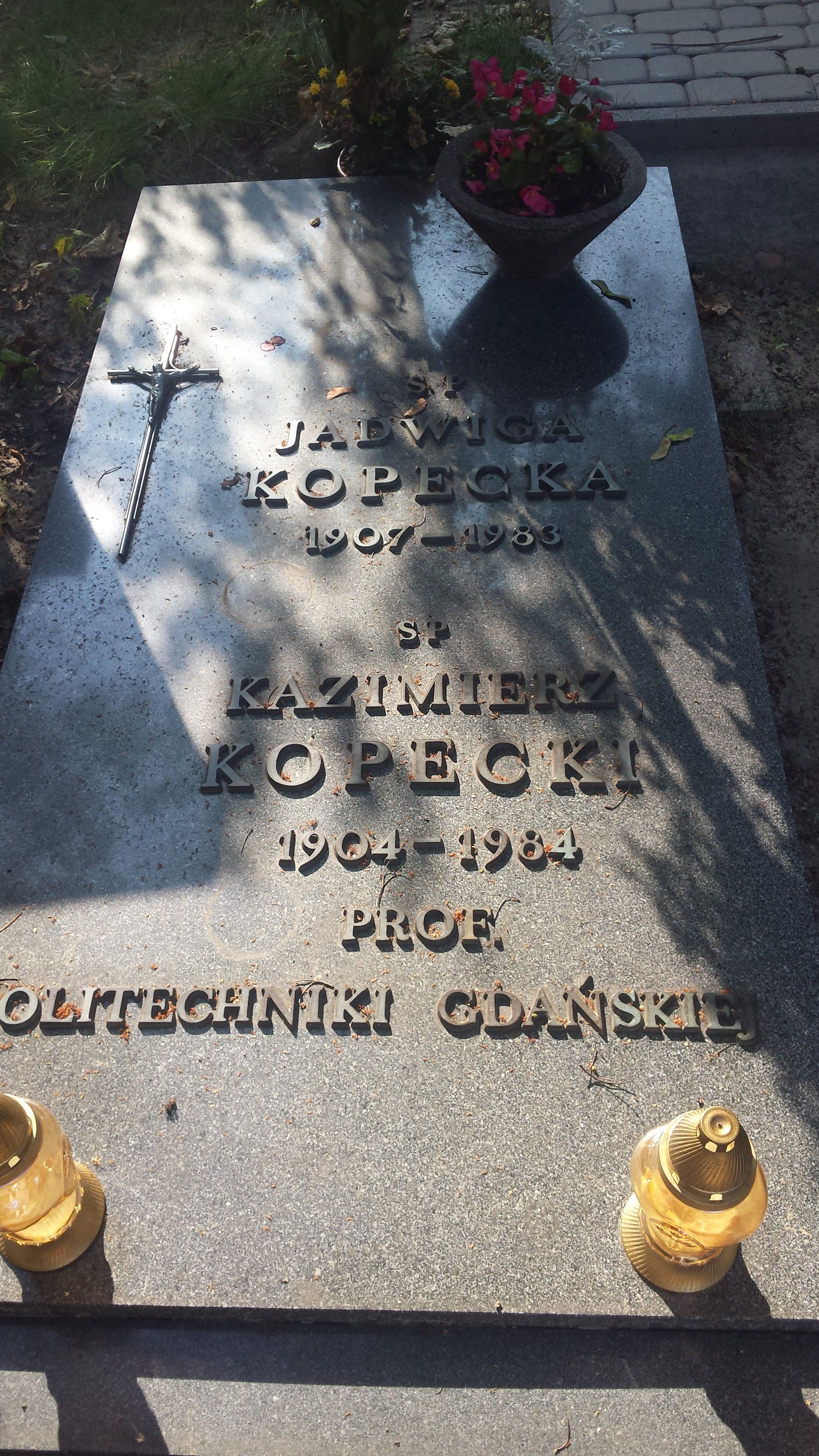
Grób profesora Kazimierza Kopeckiego na cmentarzu Oliwskim

Kazimierz Kopecki (ur. 28 kwietnia 1904 w Morawsku, zm. 11 marca 1984 w Gdańsku) – inżynier elektryk, profesor i rektor Politechniki Gdańskiej, bezpartyjny poseł na Sejm PRL III i IV kadencji. Budowniczy Polski Ludowej.

## Działalność naukowa
Syn Władysława i Idy z domu Turnau. Od 1919 uczęszczał do gimnazjum klasycznego oo. Jezuitów w Chyrowie, które ukończył z wynikiem celującym w 1922. Od 1920 służył jednocześnie jako ochotnik w Wojsku Polskim, należał do 5 Pułku Artylerii Ciężkiej. W latach 1922–1928 student Wydziału Mechanicznego Politechniki Lwowskiej. Już od 1927 pracował jako asystent w Laboratorium Pomiarów i Maszyn Elektrycznych, prowadząc ćwiczenia dla studentów III i IV roku. W latach 1928–1938 pracował w Pomorskiej Elektrowni Krajowej „Gródek” w Toruniu, najpierw jako inżynier, później – kierownik działu.
Zajmował się problemami ekonomicznymi elektryfikacji kraju oraz wprowadzaniem nowoczesnej taryfy opłat za energię elektryczną. Uczestnik elektryfikacji Gdyni, budowy elektrowni parowej w Gdyni oraz budowy elektrowni wodnych w Gródku i Żurze. Był także dyrektorem Elektrowni i Tramwajów Miejskich w Toruniu. 
We wrześniu 1939 został komendantem obrony cywilnej Torunia. Podczas II wojny światowej pracował w Krakowie jako robotnik w Elektrowni Miejskiej. 
Od kwietnia 1945 zamieszkał w Gdańsku, gdzie wziął czynny udział w odbudowie, uruchomieniu i organizacji Politechniki Gdańskiej. Zorganizował Wydział Elektryczny, na którym wykładał od listopada 1945 i którego dziekanem był w latach 1945–1950. W 1946 został powołany na profesora nadzwyczajnego, w 1950 na Politechnice Warszawskiej uzyskał stopień doktora nauk technicznych, a w 1958 otrzymał nominację na profesora zwyczajnego.
W latach 1951–1954 i w roku akademickim 1959/1960 pełnił funkcję prorektora Politechniki Gdańskiej, zaś w latach 1954–1955 i 1960–1966 rektora tej uczelni. Od 1945, przez 24 lata był kierownikiem Katedry Urządzeń Elektrycznych, Sieci i Gospodarki Elektrycznej, przemianowanej później na Katedrę Elektroenergetyki. Z katedry tej wyłoniły się w latach późniejszych: Katedra Elektrotechniki Przemysłowej (1957), Katedra Automatyki (1966) i Ośrodek Obliczeniowy (1966). W 1969 z połączenia kilku katedr utworzono Instytut Elektroenergetyki i Automatyki, którego dyrektorem był aż do przejścia na emeryturę w 1974.
W latach 1961–1969 poseł na Sejm PRL. Od 1968 przewodniczący Miejskiego Komitetu Frontu Jedności Narodu, a od 1969 – Polskiego Komitetu Gospodarki Energetycznej Naczelnej Organizacji Technicznej. Od 1969 członek Polskiego Komitetu ds. UNESCO. 
W 1978 opracował dwutomową ekspertyzę nt. zagadnień paliwowo-energetycznych i surowcowych. Był autorem ponad 300 prac z dziedziny energetyki, wieloletnim przewodniczącym Komitetu Problemów Energetyki Polskiej Akademii Nauk, wieloletnim członkiem Polskiego Komitetu Światowej Rady Energetycznej, członkiem honorowym The University of Manchester. W latach 1970–1975 był także członkiem Komitetu Badań i Prognoz PAN „Polska 2000”.
W 1975 został uhonorowany tytułem doktora honoris causa Politechniki Gdańskiej.
Prof. Kazimierz Kopecki był pasjonatem filatelistyki. W pierwszych latach po II wojnie światowej działał w Gdańskim Towarzystwie Filatelistów, następnie w sopockim kole Polskiego Związku Filatelistów (gdzie pełnił funkcję wiceprzewodniczącego). Organizował oddział (potem okręg) związku w Gdańsku, był członkiem jego zarządu oraz przewodniczącym okręgowej Komisji Problemowo-Badawczej, sędzią krajowym na wystawach filatelistycznych. Prowadził zajęcia na kursach dla sędziów filatelistycznych, wygłaszał referaty szkoleniowe, a także sam wystawiał swoje zbiory, m.in. „Kłajpeda” na wystawie Balpex 1959. Został wyróżniony wieloma odznakami filatelistycznymi, a także tytułem członka honorowego Polskiego Związku Filatelistów (na XII Walnym Zjeździe Delegatów PZF w 1977).
Od 1928 był aktywnym członkiem Stowarzyszenia Elektryków Polskich. W 1933 pełnił funkcję prezesa Oddziału Toruńskiego. Po wojnie, w 1945 walnie przyczynił się do reaktywacji Oddziału Wybrzeża Morskiego w Gdańsku, biorąc udział w pracach zespołu organizacyjnego oraz pełniąc funkcję wiceprezesa oddziału w kadencji 1945–1946. Po przekształceniu oddziału w 1947 w Oddział Gdański SEP Kazimierz Kopecki dwukrotnie pełnił funkcję prezesa zarządu w latach 1947–1948 oraz 1954–1956. W 1972 uzyskał godność członka honorowego SEP nadaną przez Walny Zjazd Delegatów. 
Był żonaty z Jadwigą z domu Kucharską (1907–1983). Miał córki Krystynę (ur. 1929) i Marię (ur. 1933).
Dwóch jego starszych braci, Adam Kopecki i Stefan Kopecki, zostało zamordowanych w Katyniu. Rodzina Kopeckich przekazała swój dawny teren w Morawsku pod budowę kościoła parafialnego. Matka Ida Kopecka w 1922 doznała cudownego uzdrowienia za wstawiennictwem bł. Andrzeja Boboli, i ten cud stał się podstawą kanonizacji. Kazimierz Kopecki został pochowany na cmentarzu Oliwskim (kwatera 29-2-7).

## Nagrody i odznaczenia
- Order Budowniczych Polski Ludowej (1980)[8][9]
- Krzyż Oficerski Orderu Odrodzenia Polski (1961)
- Krzyż Kawalerski Orderu Odrodzenia Polski (1954)[10]
- Medal za Odrę, Nysę, Bałtyk
- Medal 10-lecia Polski Ludowej (1955)[11]
- Odznaka 1000-lecia Państwa Polskiego (1966)[12]
- Laureat nagród ministra I stopnia, indywidualnych i zespołowych (1963, 1970)
- Honorary Fellow Inst. Nauki i Techniki Uniwersytetu w Manchesterze (1970)
- Członek honorowy Stowarzyszenia Elektryków Polskich (1972)[13]
- Medal im. Mikołaja Kopernika nadany przez Prezydium PAN (1973)